# Tanaostigmodes triplaris
Tanaostigmodes triplaris är en stekelart som beskrevs av Lasalle 1987. Tanaostigmodes triplaris ingår i släktet Tanaostigmodes och familjen Tanaostigmatidae.
Artens utbredningsområde är Venezuela. Inga underarter finns listade i Catalogue of Life.